# Uzovský Šalgov
Uzovský Šalgov est un village de Slovaquie situé dans la région de Prešov.

## Histoire
Première mention écrite du village en 1314.

## Démographie

### Évolution de la population
| Année:               | 1994. | 2004.   | 2014.   | 2024.    |
| -------------------- | ----- | ------- | ------- | -------- |
| Nombre de personnes: | 577   | 570     | 602     | 669      |
| Différence:          |       | -1,21 % | +5,61 % | +11,12 % |

| Année:               | 2023. | 2024.   |
| -------------------- | ----- | ------- |
| Nombre de personnes: | 656   | 669     |
| Différence:          |       | +1,98 % |